# Kriegselefant

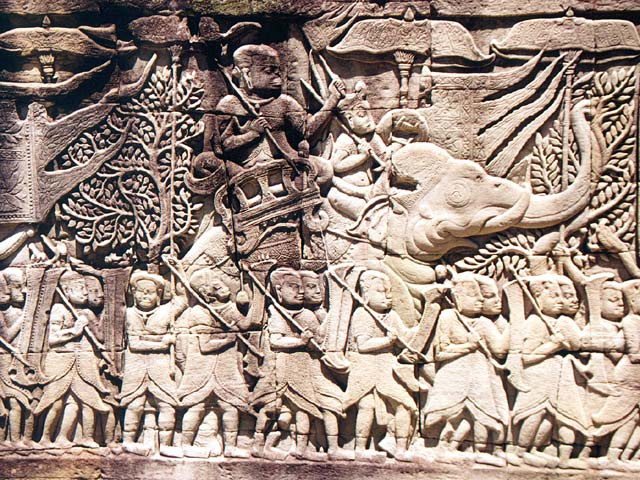
Kriegszug der Khmer, Angkor, spätes 12. Jahrhundert

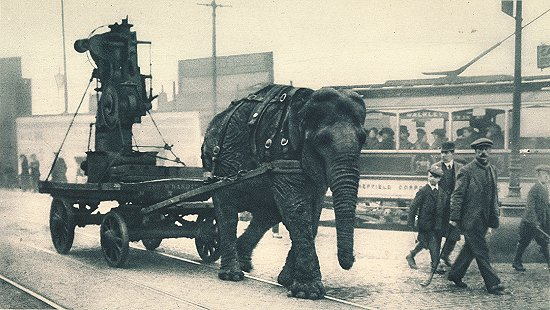
Elefant als Arbeitstier wie andere Tiere im Ersten Weltkrieg

Kriegselefanten waren vor allem in Indien, aber auch in anderen Teilen Asiens, Afrikas und Europas eingesetzte Asiatische, seltener Afrikanische Elefanten (Ptolemäisches Ägypten, Karthago, Rom), die zu Kriegszwecken bemannt und teils gerüstet wurden. Nach Lair (1997) dienten die meisten Elefanten, die in Kriegen eingesetzt wurden, in Wirklichkeit nur zu Transportzwecken, und nur relativ wenige mussten wirklich an Schlachten teilnehmen. Dabei wurden männliche Tiere bevorzugt, da sie erheblich größer und, insbesondere in der Musth, aggressiver als die weiblichen Tiere sind, und im Falle der asiatischen Art nur Männchen Stoßzähne tragen. Bis auf wenige Ausnahmen wurden Kriegselefanten nicht gezüchtet, sondern in freier Wildbahn eingefangen und gezähmt (siehe: Phajaan).

## Geschichte

### Anfänge

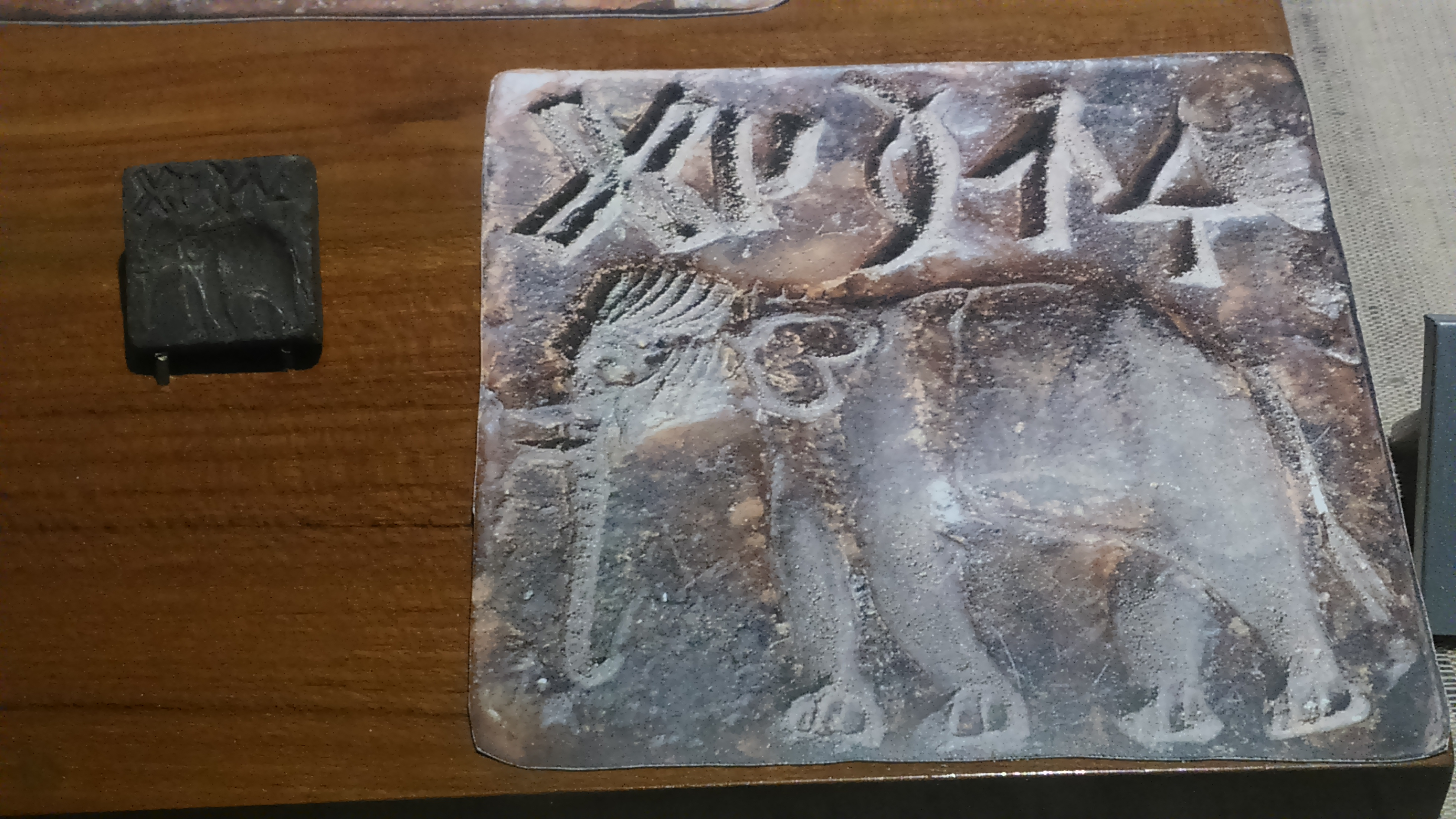
Elefantensiegel aus dem Industal im Indian Museum

Etwa 4000 Jahre alte Siegeldarstellungen aus der Indus-Kultur, auf denen möglicherweise Elefanten mit Reitdecken abgebildet sind, werden häufig als frühestes Indiz für die Zähmung der Tiere angeführt. In der Fachliteratur ist diese Deutung jedoch umstritten, da sich unter den zahlreichen Elefantenabbildungen aus jener Zeit keine Darstellung eines Reiters findet. In den Schlachtenerzählungen der Rigveda spielen Kriegselefanten keine Rolle, und erst in späterer Sanskrit-Literatur wird diese Erfindung in mythische Urzeit vordatiert. Auch wenn die genauen Anfänge des Kriegselefanten somit im Dunkeln liegen, sind sie spätestens um 500 v. Chr. in nordindischen Heeren etabliert. Von Indien aus wurden die Elefanten ins Perserreich importiert und von den Achämeniden in mehreren Feldzügen eingesetzt.

### Hellenistische Welt
Es gilt als wahrscheinlich, dass Europäer erstmals in der Schlacht von Gaugamela (heute Tel Gomel im nördlichen Irak) am 1. Oktober 331 v. Chr. auf Kriegselefanten trafen. Fünfzehn Tiere waren im Zentrum der persischen Linien postiert. Die Elefanten machten einen so großen Eindruck auf die makedonischen Truppen, dass Alexander der Große sich genötigt sah, dem Gott der Angst in der Nacht vor der Schlacht zu opfern. Die Kriegselefanten spielten in der Schlacht dann keine große Rolle. Im Fortlauf seines Perserzugs erkannte Alexander aber den Nutzen von Kriegselefanten und integrierte sie auch in seine Armee. Fünf Jahre später, in der Schlacht am Hydaspes am gleichnamigen indischen Fluss, hatte Alexander bereits große Erfahrung im Umgang mit Kriegselefanten und konnte die Schlacht, wenn hier auch ohne eigene Elefanten, für sich entscheiden.
Das Wissen über den militärischen Nutzen von Kriegselefanten verbreitete sich schnell über die damalige Welt. Die Diadochen verfügten in ihren Kriegen bereits über Hunderte von Elefanten: Seleukos I. schloss einen Vertrag mit König Chandragupta Maurya ab, der ihm im Gegenzug für einige umstrittene Territorien 500 indische Kriegselefanten überließ. Überhaupt wurden die Elefanten zu einer beliebten Waffe in der hellenistischen Welt.
Ptolemaios III. rühmte sich in einer Inschrift, gemeinsam mit seinem Vater Ptolemaios II. persönlich am Oberlauf des Nils Elefanten gefangen zu haben, um sie erstmals für den Kampfeinsatz zu dressieren. In der Schlacht von Raphia trafen dann im Jahr 217 v. Chr. die 102 indischen Kriegselefanten des Antiochos III. auf 73 afrikanische Kriegselefanten des Ptolemaios IV. Aus der überlieferten Unterlegenheit der afrikanischen Tiere wird häufig gefolgert, dass die eingesetzten afrikanischen Tiere die kleineren Waldelefanten waren, die taxonomische Zuordnung des Nordafrikanischen Elefanten ist aber umstritten. Auch wird diskutiert, ob die eingesetzten Tiere asiatische Elefanten waren, welche Ptolemaios III. zuvor bei einem Feldzug gegen Seleukos II. erobert hatte. Tatsächlich ergab eine Genanalyse der letzten überlebenden Elefanten im Barka Gebiet – dem Gebiet, aus dem die ptolemäischen Elefanten gestammt haben dürften – jedoch, dass es sich bei ihnen um ganz gewöhnliche afrikanische Elefanten handelt – Hinweise auf eine Kreuzung mit Waldelefanten oder gar asiatischen Elefanten waren nicht erkennbar.

### Römisches Reich und Sassanidenreich

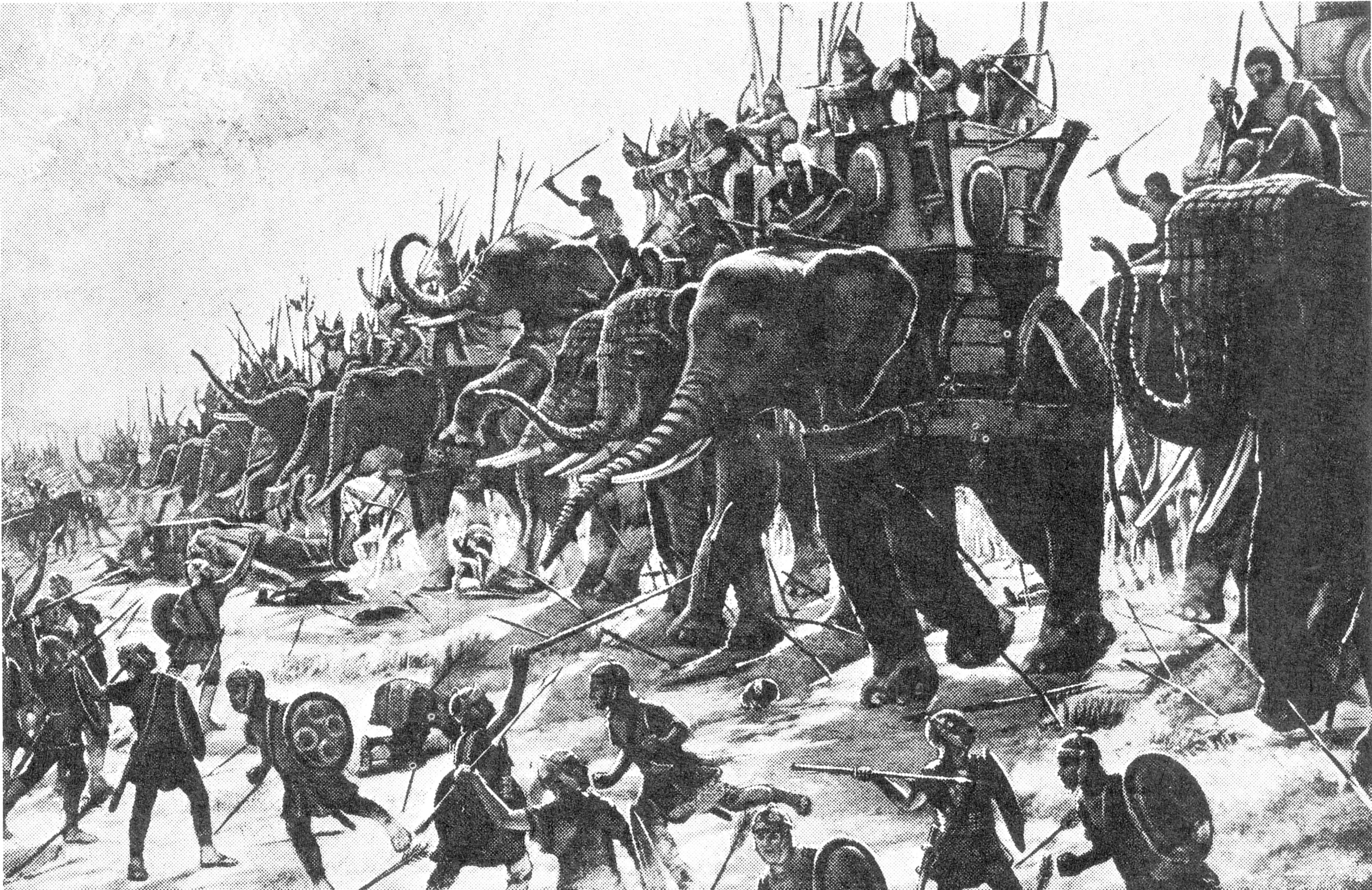
Henri-Paul Motte: Hannibals Elefanten in der Schlacht von Zama (202 v. Chr.). Historiengemälde des 19. Jahrhunderts.

In den nächsten Jahrhunderten fanden Kriegselefanten auch im Krieg gegen das Römische Reich Verwendung. Die erste Begegnung Roms mit Kriegselefanten geschah in der Schlacht von Heraclea 280 v. Chr. gegen Pyrrhus. Der bekannteste Feldherr, der Kriegselefanten gegen Rom einsetzte, war der Karthager Hannibal. Berühmt geworden ist vor allem seine Überquerung der Alpen mit 37 hauptsächlich afrikanischen, aber auch mindestens einem indischen Elefanten im Jahre 218 v. Chr. Doch nach der verlustreichen Überquerung der Alpen und der Schlacht an der Trebia hatte er bei der Schlacht am Trasimenischen See nur noch einen einzigen Elefanten zur Verfügung. Er befehligte die Schlacht von diesem indischen Elefanten mit Namen Surus aus, von dem aber während seines weiteren Feldzugs in Italien keine Rede mehr war. Bei der Schlacht von Cannae 216 spielten Elefanten dann keine Rolle mehr. Sein Bruder sollte noch einige Kriegselefanten von Spanien zur Verstärkung bringen, wurde jedoch unterwegs in der Schlacht am Metaurus vernichtend geschlagen. Ob danach auf dem Seeweg noch einmal Elefanten von Afrika nach Italien gelangten, ist unklar. In Hannibals letzter Schlacht, der Schlacht von Zama im Jahre 202 v. Chr., wieder auf afrikanischem Grund, wurde jedenfalls deutlich, dass die hier eingesetzten, noch nicht fertig trainierten Elefanten der Karthager vor den römischen Fanfaren scheuten. Zudem war ihr Einsatz ineffektiv, da die Römer offenbar Gassen für die Elefanten bildeten und somit nur wenige Soldaten niedergetrampelt wurden. 156 Jahre später, in der Schlacht bei Thapsus am 6. Februar 46 v. Chr., bewaffnete Julius Caesar seine Legio V Alaudae mit Äxten und gab Anweisung, auf die Beine der Tiere einzuschlagen. Die Legion war siegreich und wählte fortan den Kriegselefanten zu ihrem Wappentier. Die Schlacht bei Thapsus gilt als der letzte große Einsatz von Kriegselefanten im westlichen Kulturkreis.
In der Spätantike setzten, so berichten uns Ammianus Marcellinus, Prokopios von Caesarea und arabische Autoren, insbesondere die Sassaniden Kriegselefanten ein, unter anderem auch in den Kämpfen gegen die Römer, insbesondere während des Perserfeldzugs Julians sowie durch Mihr-Mihroe bei Belagerungen in Lasika. In der Schlacht von Avarayr (451 n. Chr.) wurden sie von den Sassaniden gegen die Armenier eingesetzt, in der Schlacht von Kadesia (636 n. Chr.) gegen die Araber.
Für das im Norden des heutigen Äthiopien gelegene Aksumitische Reich ist der Einsatz von Kriegselefanten bis zu seinem Untergang im 7. Jahrhundert belegt. Nonnosos kam als Gesandter Justinians Mitte des 6. Jahrhunderts von Konstantinopel nach Aksum und schätzte die Zahl der wilden Elefanten im äthiopischen Hochland auf etwa 5000. Sure 105 im Koran („Der Elefant“) begründet sich auf einem Feldzug des christlichen Königs Abraha, der Himyar im heutigen Jemen dem Aksumitischen Reich einverleibte, mit 13 Elefanten gegen Mekka im „Jahr des Elefanten“, das in der arabischen Tradition mit dem Geburtsjahr Mohammeds gleichgesetzt wird.

### Mittelalter

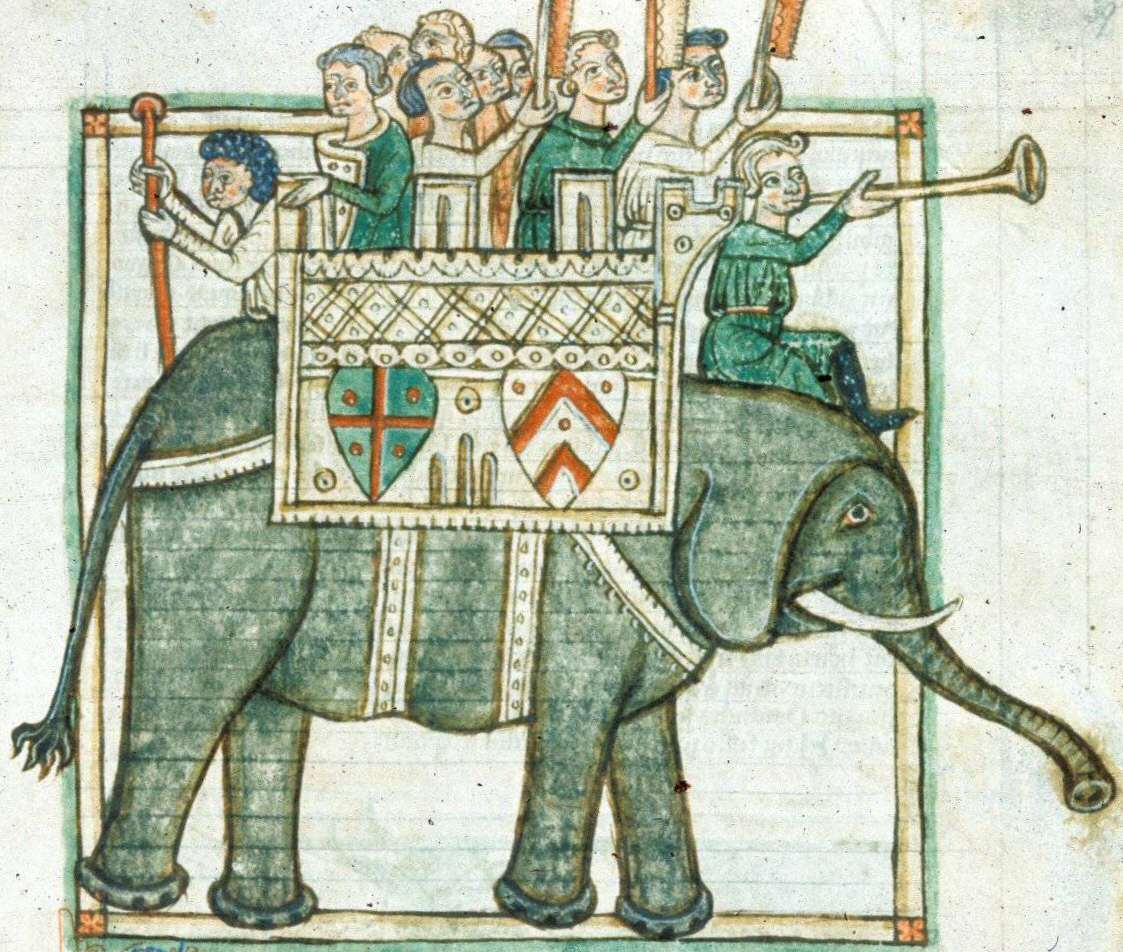
Mittelalterliche Darstellung eines Kriegselefanten (British Library, 13. Jahrhundert)

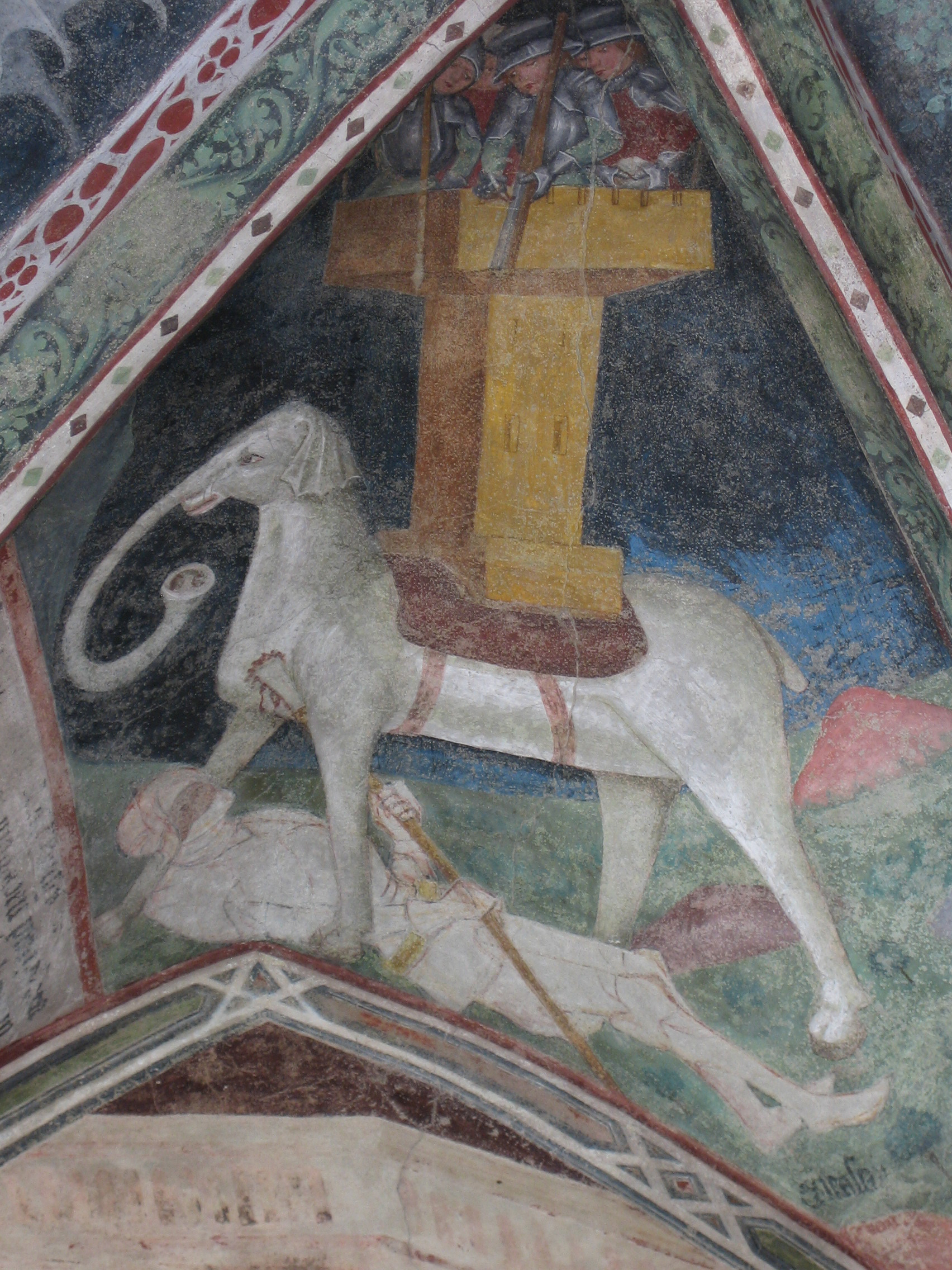
Fresko eines Kriegselefanten im Brixner Domkreuzgang, 14. Jahrhundert

Im europäischen Mittelalter wurden keine Kriegselefanten verwendet, da die Europäer auch kaum mit diesbezüglich ausgerüsteten Truppen in Kontakt kamen. Friedrich II. konnte sich während der Kreuzzüge eines Kriegselefanten bemächtigen, der später in der Stadt Cremona verblieb.

### Indien und Südostasien

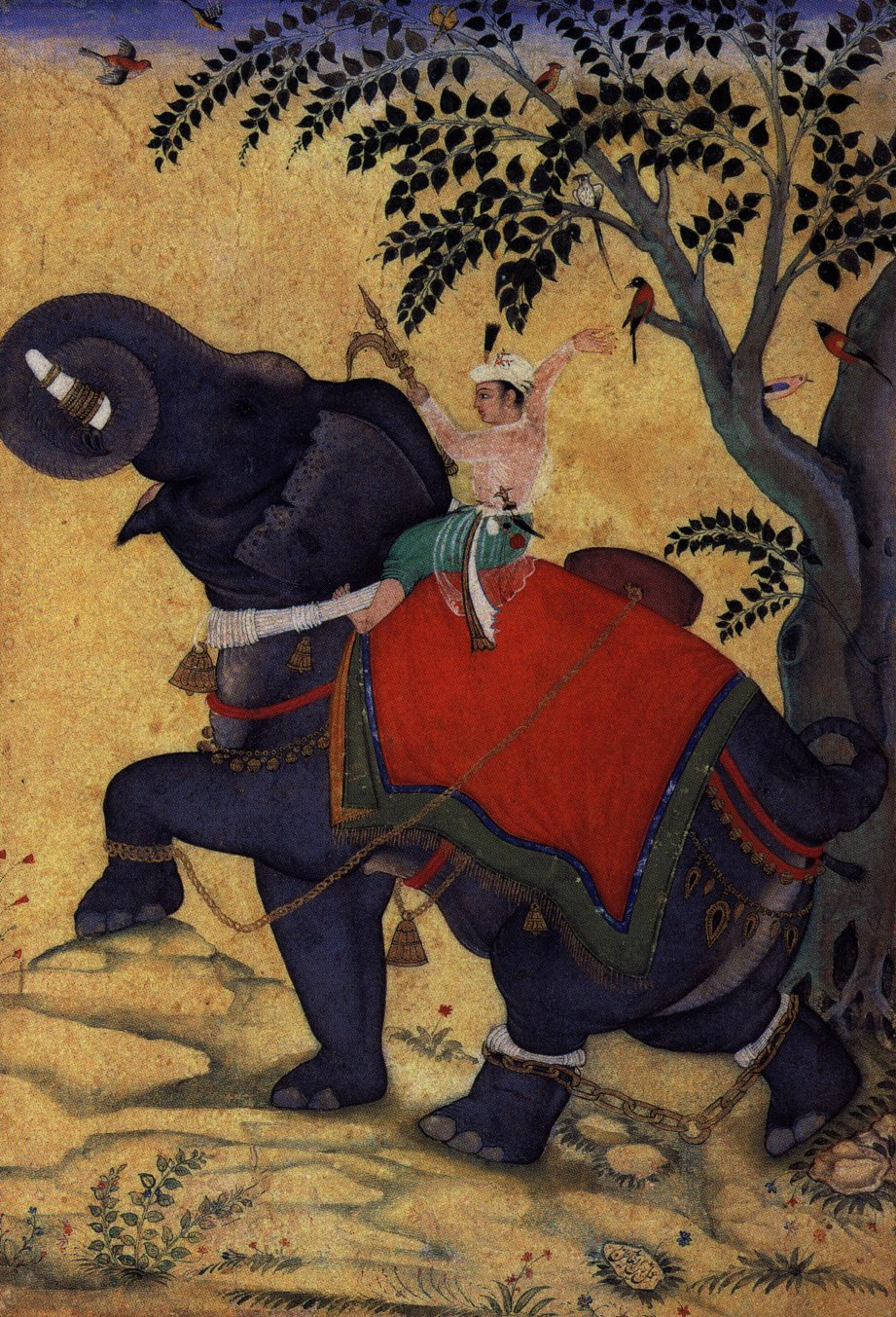
Mogulkaiser Akbar I. bändigt einen Elefanten, Bild um 1609/1610

Auf dem indischen Subkontinent kamen Kriegselefanten über einen besonders langen Zeitraum bis weit in die Frühe Neuzeit hinein zum Einsatz. Das indische Heer bestand aus vier Abteilungen: Elefanten, Streitwagen, Reiter und Fußvolk. In altindischen Elefantenheilkunden (Hasti-Shastra, vgl. auch Manasollasa) wird die magische Kraft der Elefanten beschworen, die alle vom göttlichen Airavata abstammen. So wird an einer Stelle gelehrt, ein gut ausgebildeter Elefant sei in der Lage, 6000 Reiter in der Schlacht zu vernichten. Der Kampfwert eines Elefanten wurde dem von fünf Reitern oder 15 Fußsoldaten gleichgesetzt. Außerdem trugen sie den König in der Mitte des Heeres und die Kriegskasse, um die Truppen zu entlohnen. An den Außenseiten mancher indischen Stadt-, Festungs- und Palasttore befestigte man eiserne Stacheln und Beschläge, damit Kriegselefanten sie nicht einrammen konnten.
Der Einsatz von Kriegselefanten durch indische Armeen beendete fast die Serie von Timur Lenks Eroberungen. Im Jahr 1398 stand Timur einer Armee von über einhundert Kriegselefanten gegenüber und verlor fast wegen der bloßen Angst seiner Truppen. Timur konnte nur durch einen Trick gewinnen: Er band brennendes Stroh auf die Rücken seiner Kamele, die in die Linien der Inder preschten und die Elefanten in Panik versetzten, die ihre eigenen Herren niedertrampelten. Später verwendete Timur Lenk auch übergroße Krähenfüße zur Verteidigung gegen Kriegselefanten. Er begann aber auch, eigene Kriegselefanten in seine Armee zu integrieren und setzte diese im Krieg gegen das Osmanische Reich ein.
Auch in Südostasien wurden Kriegselefanten in den Armeen der historischen Reiche der Khmer (Angkor), der Thai (Sukhothai und Ayutthaya) und der Cham eingesetzt.

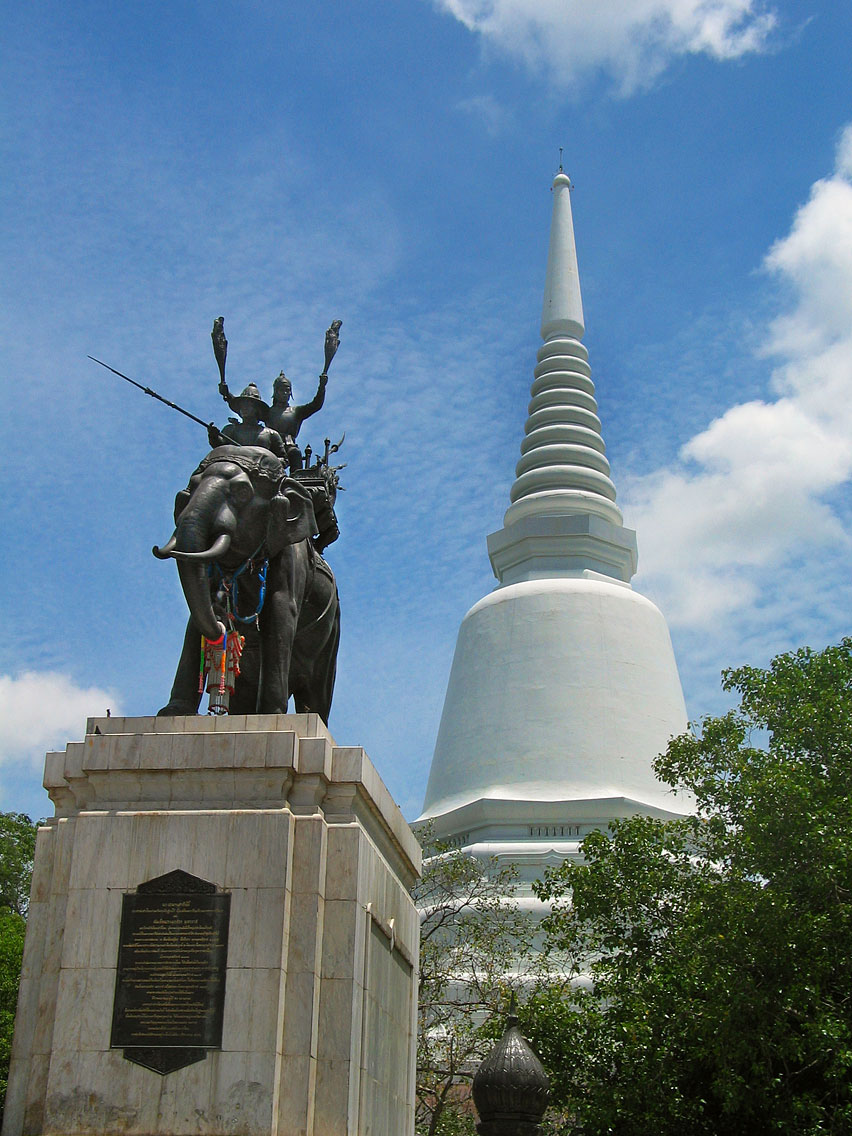
Denkmal des thailändischen König Naresuan auf Kriegselefant, Don Chedi, Thailand

## Taktische Verwendung

### Steuerung
Jeder Elefant wurde von einem Mann mittels eines mit einem Haken versehenen Stabes (Ankus) gelenkt. Der Führer soll aber nicht nur für das Lenken des Tieres verantwortlich gewesen sein, sondern trug auch ein Stemmeisen und einen Hammer bei sich. Das Eisen konnte, falls der Elefant in gefährliche Panik geriet und unkontrollierbar wurde, in das Rückenmark des Tieres geschlagen werden, um es auf diese Weise schnell zu töten.

### Unbewaffneter Einsatz
Es gab eine ganze Reihe von Aufgaben, zu denen Kriegselefanten eingesetzt wurden. Durch ihre Größe und Kraft waren sie in der Lage, schwere Lasten zu transportieren. Neben logistischen Aufgaben setze man sie daher bei Belagerungen auch zum Einreißen gegnerischer Verteidigungswerke ein. In der Schlacht bildeten sie oft das Zentrum der eigenen Linie, wo sie offensiv wie auch defensiv eingesetzt werden konnten. Die pure Masse des Elefanten machte es schwer, sie mit herkömmlichen Waffen auszuschalten, während die Reiter durch die Höhe der Tiere gut geschützt waren.
Ein Angriff mit Kriegselefanten konnte eine Geschwindigkeit von 30 km/h erreichen und ließ sich – im Gegensatz zu einem Angriff mit aus Pferden bestehender Kavallerie – nur sehr schwer durch Infanterie mit Stangenwaffen stoppen. Elefantenangriffe basierten auf purem Krafteinsatz: Die Tiere sprengten in die gegnerischen Linien, trampelten die Soldaten nieder und schlugen mit ihrem Rüssel um sich. Die Männer, die nicht niedergetrampelt oder zur Seite geworfen wurden, waren zumindest zurückgedrängt, und die Schlachtordnung des Gegners wurde empfindlich gestört.
Eigentliche Hauptwaffe war wohl jedoch ihre Wirkung im Rahmen der psychologischen Kriegsführung. Unter Soldaten, die einen auf sie zulaufenden Elefanten nicht gewohnt waren, brach oft Panik aus. Pferde scheuten allein schon wegen des ungewohnten Geruchs der Elefanten. Gegen Truppen, die gezielt auf den Einsatz gegen Elefanten vorbereitet wurden, scheint ihr Einsatz hingegen selten effektiv gewesen zu sein. Dass Kriegselefanten eine ebenso große Gefahr für die eigenen Reihen darstellten wie für den Gegner, ist ein Topos der antiken Historiker.

### Bewaffnung

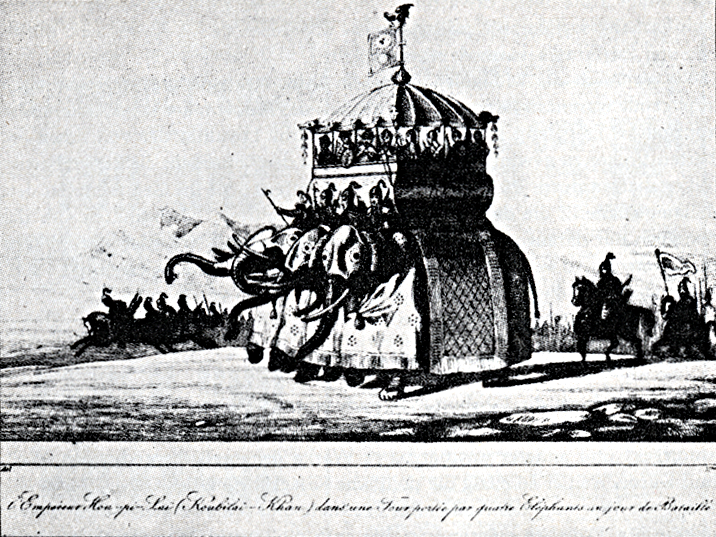
„Der Kaiser Kublai Khan in einem von vier Elefanten getragenen Turm am Tag der Schlacht“ Französischer Kupferstich aus dem 18. Jahrhundert.

Vor allem in Indien trugen Kriegselefanten unterschiedlich ausgerüstete Soldaten wie zum Beispiel Bogenschützen, Lanzenträger oder Speerwerfer. Für die Elefanten, die in den Armeen der Diadochen kämpften, wurde ein kleiner „Turm“ aus Holz und Leder konzipiert, welcher auf dem Rücken des Tieres befestigt wurde. Dieser nahm ursprünglich zwei, später bis zu vier Kämpfer auf. Kriegselefanten aus Indien, Persien und Nordafrika wurden zum Teil durch Stoßzahnschwerter kampfwertgesteigert.

## Nachteile der Kriegselefanten

### Verhalten
Vor allem verhaltensbiologisch bedingte Nachteile der Elefanten führten dazu, dass sie in moderneren Kriegen nicht mehr effektiv einsetzbar waren. Ihre Unfähigkeit, zwischen eigenen und fremden Kriegern zu unterscheiden, machten sie für Schlachten der ausgehenden Antike und des beginnenden Mittelalters, in denen es seltener klare Phalanx-Ordnungen und mehr bewegliche Kleingruppen gab, ungeeignet, da man sie nicht mehr in eine große Ansammlung von Gegnern lenken und toben lassen konnte. Auch ein schneller Ortswechsel ist mit ihnen nicht möglich, denn ihre Ausdauer ist bei hoher Aktivität sehr viel geringer als die der Pferde. Ein Elefant kann etwa nur zwei Minuten lang rennen und ist dabei langsamer als ein Pferd.
Außerdem sind Elefanten allgemein keine aggressiven Tiere und können nur durch große Hektik und auch Misshandlungen zu destruktiven Verhaltensweisen gebracht werden. So ist beispielsweise von den Karthagern bekannt, dass sie ihren Elefanten vor der Schlacht Wein ins Trinkwasser mischten, um sie aggressiver zu machen und sie unmittelbar vor dem Angriff durch leichte Lanzenstiche in die Beine oder Fersen reizten. Elefantenkühe sind überhaupt nicht dazu zu bewegen, Menschen zu zertrampeln oder mit dem Rüssel zu erschlagen, und auch Elefantenbullen beruhigen sich nach einem Wutanfall schnell wieder und stellen dann den Kampf ein, verlassen das Kampfgewühl oder laufen davon.
Elefanten neigen auch zu Panik und liefen Amok, wenn sie verletzt waren oder ihr Reiter getötet war. Dann verletzten sie oft auch die eigenen Reihen. Erfahrene römische Infanterie versuchte oft die Rüssel der Elefanten abzutrennen, was eine sofortige Panik bei den Tieren verursachte. Oft wurde auch versucht, die Tiere durch Geplänkel im Vorfeld der Schlacht zu töten bzw. in Panik zu versetzen.

### Verfügbarkeit
Als wesentlichster Punkt für das Verschwinden der Kriegselefanten kann ihre geringe Verfügbarkeit angesehen werden. Aufzucht und Ausbildung dauerten Jahre und ausgefallene Tiere konnten anders als Pferde nur in geringem Umfang ersetzt werden. Historische Quellen lassen darauf schließen, dass die Elefanten bei der Zusammenstellung der Heere im Ursprungsland zusammengesucht wurden, sich ihre Zahl aber im Laufe der Schlachten stets verringerte.

### Waffentechnik
Elefanten sind zudem sehr anfällig für Wundinfektionen, die sich nach der Schlacht in gemäßigtem Klima einstellen. Schutzumhänge und Panzerungen mussten deshalb zunehmend aufwendiger hergestellt werden und konnten trotzdem nicht mit der Entwicklung von leistungsstärkeren Fernwaffen mithalten. Der Einsatz von Kriegselefanten wurde mit der Verwendung von Schwarzpulver zu militärischen Zwecken im späten 15. Jahrhundert immer obsoleter, da sie sich durch einen Schuss einer Arkebuse oder Kanone einfach bezwingen ließen.

### Logistik
Kriegselefanten bringen auch logistische Nachteile mit sich, denn sie müssen täglich viele Stunden ungestört mit Fressen verbringen können, während denen sie 150 bis 300 kg Blattwerk und Zweige zu sich nehmen, um ihren Energiebedarf zu decken. Die Nahrung musste vor Ort verfügbar sein. Die Verwendung von Kraftfutter wie Getreideschrot oder Zuckerfrüchten ist, anders als bei Pferden, bei Elefanten aufgrund ihres auf Zellulose eingestellten Verdauungssystems nur bedingt möglich. Es ist deshalb schwer, die Ruhe- und Fresszeiten bei Elefanten wesentlich zu verkürzen.

## Schlachten

Hochmittelalterliche Darstellung eines antiken Kriegselefanten

Eine Liste von bedeutenden Schlachten, in denen Kriegselefanten zum Einsatz kamen:
- 331 v. Chr. Schlacht von Gaugamela
- 326 v. Chr. Schlacht am Hydaspes
- 319 v. Chr. Schlacht von Orkynia
- 319 v. Chr. Schlacht von Kretopolis
- 317 v. Chr. Belagerung von Megalopolis (Erstverwendung auf dem europäischen Kontinent)
- 317 v. Chr. Schlacht von Paraitakene
- 316 v. Chr. Schlacht von Gabiene
- 312 v. Chr. Schlacht von Gaza (312 v. Chr.)
- 301 v. Chr. Schlacht von Ipsos
- 280 v. Chr. Schlacht von Heraclea
- 279 v. Chr. Schlacht bei Asculum
- 275 v. Chr. Schlacht bei Beneventum
- 275 v. Chr. Elefantenschlacht
- 265–264 v. Chr. Kalingakrieg
- 261 v. Chr. Schlacht von Agrigent
- 255 v. Chr. Schlacht von Tunes
- 251 v. Chr. Schlacht von Panormus
- 238 v. Chr. Erste Schlacht von Utica
- 238 v. Chr. Battle of „The Saw“ (Söldnerkrieg)
- 239 v. Chr. Schlacht am Bagradas (239 v. Chr.)
- 219 v. Chr. Schlacht von Sagunt
- 218 v. Chr. Schlacht an der Trebia
- 217 v. Chr. Schlacht von Raphia
- 207 v. Chr. Schlacht am Metaurus
- 202 v. Chr. Schlacht von Zama
- 190/189 v. Chr. Schlacht bei Magnesia
- 167–160 v. Chr. Aufstand der Makkabäer
- 164 v. Chr. Schlacht bei Beth-zur
- 153 v. Chr. Römische Belagerung von Numantia
- 149–146. v. Chr. Belagerung von Karthago
- 108 v. Chr. Schlacht am Muthul
- 46 v. Chr. Schlacht bei Thapsus
- 451 n. Chr. Schlacht von Avarayr
- 634 Schlacht an der Brücke
- 636 Schlacht von al-Qādisīya
- 738 Schlacht von Rajasthan
- 1277 Nach der Schlacht von Ngasaunggyan erbeutete Kublai Khan seine ersten Kriegselefanten
- 1526 Erste Schlacht bei Panipat
- 1556 Zweite Schlacht von Panipat
- 1659 Schlacht von Khajwa
- 1761 Dritte Schlacht von Panipat

## Rezeption
- Das Dschungelbuch von Rudyard Kipling enthält gleich zwei Erzählungen, in denen Kriegselefanten auftauchen, Toomai, der Liebling der Elefanten und Diener ihrer Majestät.
- In Der Herr der Ringe von J. R. R. Tolkien kommen große Kriegselefanten vor, die dort Mûmak oder Olifant genannt werden und größer sind als die realen Vorbilder.
- Eine neue Variante des Kriegselefanten findet sich in der James-Bond-Verfilmung Octopussy, wo Bond von Killern auf Elefanten durch den indischen Dschungel gejagt wird.

## Trivia

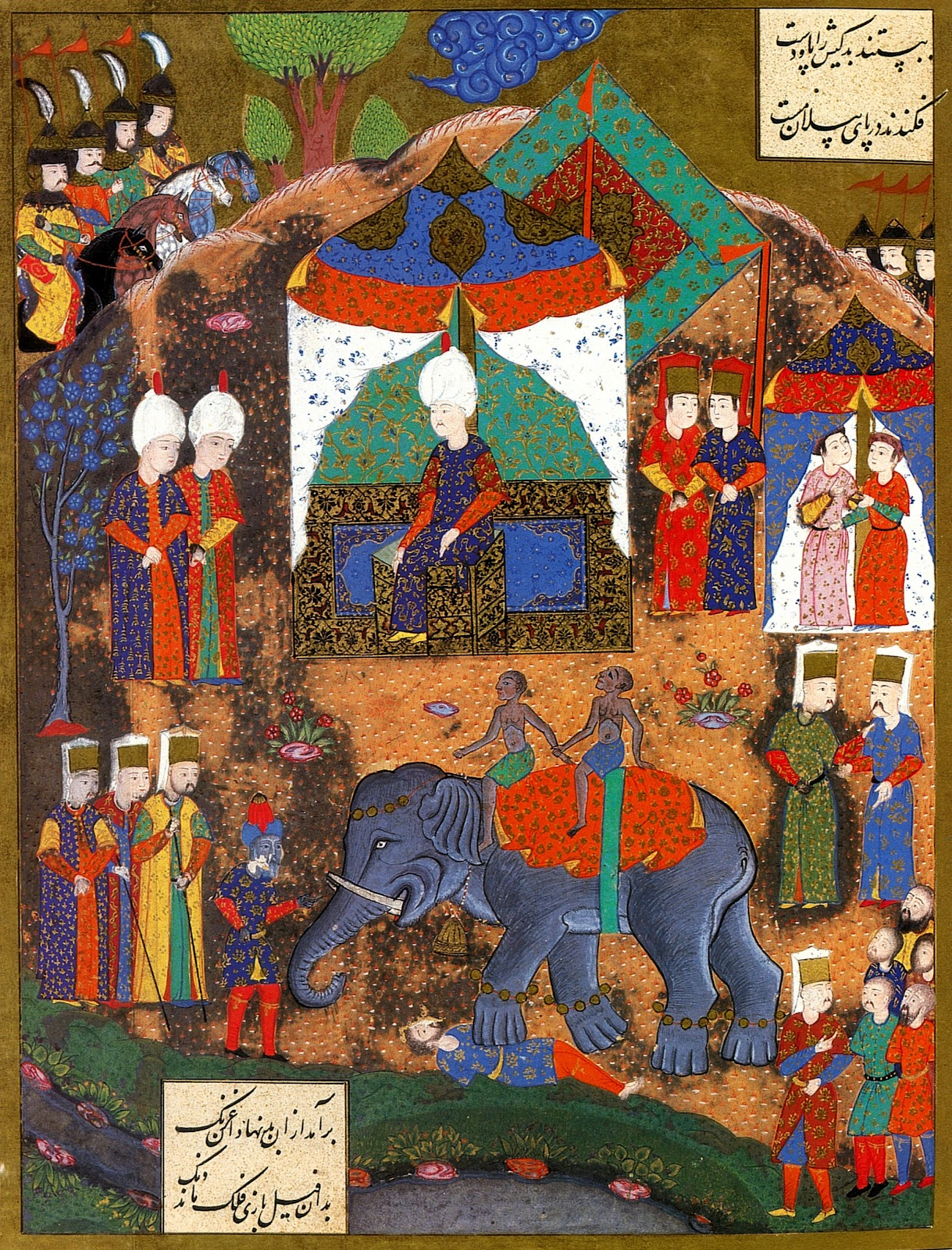
Kriegsgefangene, die im heutigen Belgrad, während des Osmanischen Reiches, durch Elefanten hingerichtet wurden

Der Einsatz von Kriegselefanten stellte immer wieder ein herausragendes, erinnerungswürdiges Ereignis in der Geschichte dar. So wird die Geburt Mohammeds beispielsweise nach dem Jahr des Elefanten bemessen – dem Jahr, als afrikanische (aksumitische) Kriegselefanten auf der arabischen Halbinsel bis nach Mekka zogen.
Plinius der Ältere berichtet im achten Buch seiner Naturalis historia (VIII 1,27), dass Schweine eine effektive Waffe gegen Kriegselefanten seien, da sich die Elefanten durch das Quieken erschrecken lassen. Eine Belagerung der Stadt Megara wurde beendet, indem die Bewohner Schweine mit Öl übergossen, diese in Brand steckten und die brennenden, quiekenden Schweine in die gegnerischen Kriegselefanten jagten. Die Elefanten gerieten dadurch in Panik.
Zur Hinrichtung von Kriegsgefangenen wurden mitunter ebenfalls Elefanten eingesetzt, beispielsweise durch Süleyman I.
Kriegselefanten wurden in der Forschung mit den Panzern des Ersten Weltkriegs verglichen, da sie auf eine ähnliche Weise vor allem psychologische Wirkung entfalteten.